# Go-Bugyō
O  Conselho dos Cinco Comissários (五奉行, Go-bugyō) , foi um órgão administrativo do Japão feudal, que mais tarde se transformou no Conselho dos Cinco Sábios (五大老, Go-Tairō). Foi estabelecido por Toyotomi Hideyoshi quando se tornou kampaku (Regente Imperial) em 1585.

## Lista de Go-Bugyō
(lista incompleta)
- Asano Nagamasa
- Maeda Gen'i
- Mashita Nagamori
- Natsuka Masaie
- Ishida Mitsunari